# Max von Behr
Karl Heinrich Max von Behr (* 10. Januar 1879 in Reddenau, Kreis Preußisch Eylau; † 27. Dezember 1951 in Lindau) war ein deutscher Offizier, der dem Uradelsgeschlecht von Behr entstammte. In der Zeit des Nationalsozialismus war er Generalleutnant der Waffen-SS und SS-Gruppenführer.

## Leben
Max von Behr war Sohn des Pfarrers Heinrich von Behr (1848–1926) und dessen Ehefrau Alice Jane, geborene Meyer (1850–1925). Er schloss seine Schullaufbahn 1898 in Königsberg mit der Reifeprüfung ab und schlug danach die Laufbahn eines Berufssoldaten in der preußischen Armee ein. Seit Januar 1907 war Max von Behr mit Margarete Mahla (1885–1955) verheiratet. Das Ehepaar hatte einen Sohn und drei Enkelkinder.
Behr trat als Fahnenjunker in das Leib-Grenadier-Regiment „König Friedrich Wilhelm III.“ (1. Brandenburgisches) Nr. 8 ein. 1899 erfolgte seine Beförderung zum Sekondeleutnant und er wurde Bataillons- und Regimentsadjutant. Im April 1911 wurde er zum Generalstab kommandiert und im März 1913 zum Hauptmann befördert. Als solcher war er ab Oktober 1913 Generalstabsoffizier beim III. Armee-Korps und nach Ausbruch des Ersten Weltkriegs ab Ende Dezember 1914 beim Stab der 80. Reserve-Division sowie ab November 1915 bei der 108. Infanterie-Division. Ab Februar 1916 führte er das II. Bataillon des Reserve-Infanterie-Regiments Nr. 265. Ab Oktober 1916 war er Generalstabsoffizier bei der 105. Infanterie-Division und wurde von dort im Februar 1917 zum Generalstab des Wirtschaftsstabes der Militärverwaltung in Rumänien kommandiert, wo er im November 1917 kommissarisch Chef des Generalstabes wurde. Im Rang eines Majors schied er auf eigenen Wunsch im März 1919 aus dem aktiven Dienst aus.
In der Weimarer Republik war Behr von 1920 bis 1927 zunächst als Kaufmann und danach bis 1929 als Geschäftsführer der Ostpreußischen Außenhandels-Gesellschaft tätig. Seinen Wohnsitz nahm Behr zunächst in Partenkirchen und dann in Berlin.
Nach der Machtergreifung trat er im November 1933 der Sturmabteilung bei und gehörte der SA-Reserve II an, die bereits zwei Jahre später aufgelöst wurde. Im Januar 1934 wurde Behr Stabsführer des Deutschen Reichskriegerbundes „Kyffhäuser“ (ab Januar 1938 NS-Reichskriegerbund „Kyffhäuser“) und erster Stellvertreter des Kyffhäuser-Bundesführers Wilhelm Reinhard. Ende Januar 1936 im Rang eines SS-Obersturmbannführers in die SS übernommen (SS-Nummer 276.063), gehörte v. Behr zunächst dem Stab des SS-Hauptamtes und ab April 1937 dem Stab Reichsführer SS an. Am 18. September 1937 beantragte er die Aufnahme in die NSDAP und wurde rückwirkend zum 1. Mai desselben Jahres aufgenommen (Mitgliedsnummer 5.849.115). Er kandidierte anlässlich der Reichstagswahl 1938 erfolglos für den Reichstag. Zeitgleich trat Behr wegen der Doppelmitgliedschaft von NSDAP und Johanniterorden aus der Kongregation wieder aus, Eintritt als Ehrenritter 1914, Rechtsritter in der Brandenburgischen Provinzialgenossenschaft 1926.
Während des Zweiten Weltkrieges wurde Behr im Juli 1941 in die Waffen-SS übernommen. Er war zunächst SS-Standortkommandant der SS-Standortkommandantur in Wien und von Anfang März 1943 bis zum Kriegsende in gleicher Funktion in Berlin.

## Auszeichnungen
| Von Behrs Militär- und SS-Dienstgrade | Von Behrs Militär- und SS-Dienstgrade              |
| Datum                                 | Rang                                               |
| ------------------------------------- | -------------------------------------------------- |
| 1. März 1888                          | Fahnenjunker                                       |
| 18. August 1899                       | Sekondeleutnant                                    |
| 17. September 1909                    | Oberleutnant                                       |
| 22. März 1913                         | Hauptmann                                          |
| 16. September 1917                    | Major i. G.                                        |
| 30. Januar 1936                       | SS-Obersturmbannführer                             |
| 22. April 1936                        | SS-Standartenführer                                |
| 20. April 1937                        | SS-Oberführer                                      |
| 30. Januar 1938                       | SS-Brigadeführer                                   |
| 1. August 1941                        | Generalmajor der Waffen-SS                         |
| 30. Januar 1944                       | SS-Gruppenführer und Generalleutnant der Waffen-SS |

- Kronenorden IV. Klasse[3]

- Ritterkreuz des Greifenordens[3]
- Eisernes Kreuz (1914) II. und I. Klasse[2]
- Ritterkreuz des Königlichen Hausordens von Hohenzollern mit Schwertern[2]
- Verdienstkreuz für Kriegshilfe[4]
- Ritterkreuz II. Klasse des Friedrichs-Ordens mit Schwertern[2]
- Mecklenburgisches Militärverdienstkreuz II. Klasse[2]
- Ritterkreuz I. Klasse des Herzoglich Sachsen-Ernestinischen Hausordens mit Schwertern[4]
- Hanseatenkreuz Hamburg[2]
- Lippisches Kriegsverdienstkreuz[4]
- Franz-Joseph-Orden III. Klasse[4]
- Orden der Eisernen Krone III. Klasse mit Kriegsdekoration[4]
- Österreichisches Militärverdienstkreuz III. Klasse mit Kriegsdekoration[2]
- Orden der heiligen Tamara[4]
- Osmanje-Orden III. Klasse mit Säbeln[4]
- Eiserner Halbmond[2]
- Bulgarischer Militär-Verdienstorden II. Klasse mit Krone und Schwertern[2]
- Orden der Krone von Italien III. Klasse[4]
- Kriegsverdienstkreuz (1939) II. und I. Klasse mit Schwertern[4]
- Komtur des Ordens vom Joch und den Pfeilen[4]
- Julleuchter der SS[4]
- Ehrendegen des Reichsführers SS[4]
- Totenkopfring der SS[4]